# Coenotephria propagata
Coenotephria propagata är en fjärilsart som beskrevs av Hugo Theodor Christoph 1893. Coenotephria propagata ingår i släktet Coenotephria och familjen mätare. Inga underarter finns listade i Catalogue of Life.